# Listrognathus assamensis
Listrognathus assamensis là một loài tò vò trong họ Ichneumonidae.